# Anke Graneß
Anke Graneß (geb. 1967 in Eberswalde) ist eine deutsche Philosophin und Philosophiehistorikerin, die sich insbesondere mit der Erforschung der Philosophie in Afrika befasst. Sie ist Autorin des Buches Philosophie in Afrika: Herausforderungen einer globalen Philosophiegeschichte (2023).

## Biografie
Anke Graneß wurde 1967 in Eberswalde geboren, wo sie die Schule besuchte und 1986 das Abitur ablegte. Sie studierte ab 1988 Philosophie an der Universität Leipzig und anschließend Philosophie und Afrikastudien an der Universität Wien (Magisterarbeit 1994: „Das Problem der Identität in der modernen akademischen Philosophie Afrikas“). Danach arbeitete sie ein Jahr beim Verlag Guthmann-Peterson, bevor sie von 1995 bis 1998 ein Forschungsstipendium an der Universität Leipzig erhielt. Seit 1998 gehört Graneß der Redaktion der Zeitschrift polylog – Zeitschrift für interkulturelles Philosophieren an. Nach einer Weiterbildung an der Fernsehakademie des Mitteldeutschen Rundfunks arbeitete sie von 2000 bis 2006 als Online-Redakteurin für Unternehmen in Leipzig und Schwerin. Das 2006 begonnene Doktoratsstudium an der Universität Wien schloss sie 2010 mit der Promotion zur Dr. phil. ab. Ihre Dissertation zum Begriff der Gerechtigkeit bei Henry Odera Oruka wurde von Franz Martin Wimmer betreut und mit dem Förderpreis der Dr. Maria Schaumayer Stiftung ausgezeichnet.
Von 2011 bis 2014 lehrte Graneß als Lektorin am Institut für Philosophie und am Institut für Internationale Entwicklung der Universität Wien. Dann bekam sie für fünf Jahre eine Stelle im Elise-Richter-Programm des FWF – Österreichischer Wissenschaftsfonds und leitete am Institut für Philosophie der Universität Wien das Projekt „Geschichte der Philosophie im Afrika südlich der Sahara“. Seit 2019 ist sie Mitarbeiterin im Reinhart-Koselleck-Projekt der DFG „Geschichten der Philosophie in globaler Perspektive“ am Institut für Philosophie der Universität Hildesheim.
Als ihre Forschungsinteressen listet sie: Interkulturelle Philosophie, Philosophie in Afrika, Geschichte der Philosophie, arabisch-islamische Philosophie, Feministische Theorie, Genderforschung, Ethik, Globale Gerechtigkeit, Politische Philosophie.
Ihr Buch Philosophie in Afrika: Herausforderungen einer globalen Philosophiegeschichte sei „eine fundierte Destruktion unserer westlichen Einbildung, dass wir in punkto Vernünftigkeit und selbstkritischem Denken der Welt, und insbesondere dem afrikanischen Kontinent, irgendetwas voraushätten“, meint Jörg Phil Friedrich in seiner Rezension in der Wochenzeitung Der Freitag.
In einer SRF-Sendung zur Vorstellung des Buches erkundete die Schweizer Philosophin Barbara Bleisch mit Graneß und dem Philosophen Peter Adamson das kulturelle europäische Selbstverständnis, das möglicherweise auf faktenfernen Mythen und kolonialen, ja rassistischen Ausgrenzungen beruht und diskutiert über ein neues, wahrhaft globales Verständnis von Philosophie.
Im Interview mit dem Standard vertrat Anke Graneß den Standpunkt, dass die Philosophiegeschichte neu überdacht werden müsse.

## Publikationen
vgl. uni-hildesheim.de: Ausgewählte Publikationen
- Philosophie in Afrika: Herausforderungen einer globalen Philosophiegeschichte. suhrkamp taschenbuch wissenschaft 2390, 2023. ISBN 978-3-518-29990-6 (Inhaltsverzeichnis)
- mit Martina Kopf, Magdalena Andrea Kraus: Feministische Theorie aus Afrika, Asien und Lateinamerika. Stuttgart: UTB 2019
- Das menschliche Minimum. Frankfurt, M.: Campus-Verl., 2011
- (Hrsg.) African Philosophy in an Intercultural Perspective. Stuttgart: J.B. Metzler, 2022
- mit Sergej Seitz, Georg Stenger (Hrsg.) Facetten gegenwärtiger Bildtheorie. Wiesbaden: Springer 2018
- mit Franz Gmainer-Pranzl (Hrsg.): Perspektiven interkulturellen Philosophierens. Beiträge zur Geschichte und Methodik von Polylogen. Für Franz Martin Wimmer. Facultas.wuv, Wien 2012, ISBN 978-3-7089-0884-7.
- mit Kai Kresse (Hrsg.): Sagacious Reasoning. Henry Odera Oruka in memoriam. Frankfurt/M. 1997